# Dead Cross
I Dead Cross sono un supergruppo musicale hardcore punk e thrash metal statunitense, formatosi nella California meridionale il 20 novembre 2015.

## Storia del gruppo

### Antefatti (2015-2016)
Justin Pearson e Dave Lombardo, avevano precedentemente lavorato con il produttore discografico Ross Robinson individualmente. Il produttore, ha poi chiesto a Pearson se potesse suonare su un demo come bassista di sessione. Pearson ha successivamente scoperto la presenza di Dave Lombardo e del chitarrista Michael Crain.
La band, all'inizio, era stata concepita come una live band. Dave Lombardo aveva informato a Crain e Pearson che era necessaria una live band per i suoi tour. In 12 giorni, Michael Crain e Justin Pearson reclutarono nella band il cantante Gabe Serbian; questo progetto ebbe il nome di "Dead Cross". La band nacque ufficialmente il 20 novembre 2015, e fece il suo debutto a dicembre dello stesso anno.
L'8 marzo 2016, i Dead Cross pubblicarono il loro primo brano inedito: We'll Sleep When They're Dead.

### Il primo album,l'entrata di Mike Patton e l'arresto (2016-2017)
Nel 2016, il cantante Gabe Serbian lasciò la band dopo aver registrato con loro i brani. Tuttavia, gli altri membri decisero di non pubblicare i brani con la sua voce. C'era bisogno di un cantante che sostituisse Serbian. A dicembre di quello stesso anno, Dave Lombardo annunciò che il nuovo vocalista del gruppo sarebbe stato Mike Patton, già membro dei Faith No More, Fantômas, e Mr. Bungle.
Con la parte strumentale del loro album di debutto già registrata, Mike Patton registrò la sua parte separatamente, con l'unica differenza che fece lui i testi e non utilizzò quelli già ideati da Serbian.
Il loro primo album, Dead Cross, venne pubblicato il 4 agosto 2017 dalla Ipecac Recordings e dalla 31G Records. Venne prodotto da Ross Robinson.
Il loro primo tour, iniziò il 10 agosto 2017, ma si interruppe 5 giorni dopo, in quanto tutti e quattro i membri della band vennero detenuti dalla polizia per motivi che non spiegarono al pubblico.

### L'EP omonimo e il secondo album,II(2018-presente)
Il 2 maggio 2018, i Dead Cross pubblicarono un EP omonimo contenente due nuove canzoni e due remix dal loro album precedente.
Nel mese di dicembre 2019, i Dead Cross stavano registrando materiale per un nuovo album. Nel giugno 2020, hanno fatto una cover di Rise Above dei Black Flag. Il 23 dicembre 2020 è stato pubblicato un video musicale per la canzone Skin Of A Redneck. I post dagli account dei social media della band hanno accennato a un prossimo album.
Il 19 luglio 2022 è stata annunciata l'uscita del secondo album, intitolato II. È stato pubblicato il 29 ottobre in formato CD, LP e musicassetta. Lo stesso giorno un video per il singolo principale Reign of Error è stato rilasciato attraverso il canale YouTube ufficiale della Ipecac. Nel dicembre 2022, La rivista Rolling Stone ha incluso il singolo principale dell'album Reign of Error nella sua lista delle 100 migliori canzoni del 2022, al 92º posto.

## Formazione

### Attuale
- Michael Crain – chitarra (2015-oggi)
- Justin Pearson – basso (2015-oggi)
- Dave Lombardo – batteria (2015-oggi)
- Mike Patton – voce (2016-oggi)

### Membri precedenti
- Gabe Serbian – voce (2015-2016; morto nel 2022)

## Discografia

### Album in studio
- 2017 - Dead Cross
- 2022 - II

### EP
- 2018 - Dead Cross

### Singoli
| Anno | Titolo                  | Album di provenienza |
| ---- | ----------------------- | -------------------- |
| 2017 | Grave Slave             | Dead Cross           |
| 2017 | Seizure and Desist      | Dead Cross           |
| 2022 | Reign Of Error          | II                   |
| 2022 | Heart Reformer          | II                   |
| 2022 | Christian Missle Crisis | II                   |